# مرادلی (لاچین)
مرادلی (ترکی آذربایجانی: Muratly) یک منطقهٔ مسکونی در جمهوری آرتساخ است که در استان کاشاتاق واقع شده‌است.